# ДНК-полімераза I
ДНК-полімераза I (англ. DNA Polymerase I або Pol I) — білок, один з ензимів, завдяки якому відбувається реплікація ДНК у бактерій. ДНК-полімераза I була відкрита Артуром Корнбергом в 1956 році і стала першою відомою ДНК-полімеразою (а також першою відомою полімеразою взагалі). Була вперше виділена з бактерії E. coli, проте згодом було показано, що цей ензим є у всіх прокаріотів. В E. coli та в багатьох інших бактеріях ДНК-полімераза I кодується геном polA. Поліпептидний ланцюг ДНК-полімерази I з E. coli складається з 928 амінокислотних залишків. ДНК-полімераза I є прикладом процесивного ензиму, тобто такого, що може послідовно каталізувати декілька елементарних стадій реакції полімеризації ДНК.
ДНК-полімераза I має чотири різні типи ензиматичної активності, а саме:
1. ДНК-залежна ДНК-полімеразна активність у напрямку 5'→3' (пряма). Вимагає наявності 3'-праймерного гідроксилу впритул до одноланцюгової ДНК-матриці.
2. екзонуклеазна активність у напрямку 3'→5' (зворотня), завдяки якій відбувається корекція помилок
3. екзонуклеазна активність у напрямку 5'→3' (пряма), завдяки якій відбувається трансляція одноланцюгових розривів (англ. «nick translation») при репарації ДНК.
4. РНК-залежна ДНК-полімеразна активність у напрямку 5'→3' (пряма). ДНК-полімераза I може оперувати на РНК-матрицях із незначною ефективністю (0,1–0,4 %) порівняно з ДНК-матрицями; ця активність, ймовірно, не відіграє важливої біологічної ролі.[2]

В процесі реплікації ДНК РНКаза H видаляє РНК-праймери (що створюються праймазою) з відстаючого ланцюга ДНК, після чого ДНК-полімераза I заповнює нуклеотидами пробіли між фрагментами Окадзакі (див. статтю Реплікація ДНК) в напрямку 5'→3'. ДНК-полімераза I є матричним ензимом, тобто вона вбудовує нові нуклеотиди до складу ДНК згідно з комплементарністю до ДНК-матриці. 
Дуже швидко стало очевидним, що ДНК-полімераза I не є ДНК-полімеразою, що відповідає за реплікацію основного масиву бактеріальної ДНК. Реплікація ДНК в E. coli відбувається зі швидкістю 1000 нуклеотидів на секунду, тоді як швидкість полімеризації ДНК у присутності ДНК-полімерази I складає лише 10–20 нуклеотидів на секунду. Більше того, висока кількість копій цього ензиму у бактеріальній клітині (близько 400 молекул на клітину) протиречила тому факту, що одночасно існують лише дві реплікаційні вилки. Окрім цього, відкритий ензим виявився недостатньо процесивним для реплікації бактеріального геному — ензим дисоціює з ДНК-матриці після полімеризації 25–50 нуклеотидів. Те, що роль ДНК-полімерази I в реплікації ДНК не є вирішальною, було встановлено в 1969 році, коли Джон Кеїрнс (англ. John Cairns) отримав життєздатну бактерію, що містила мутовану ДНК-полімеразу I із відсутньою ДНК-полімеразною активністю. Пізніше було встановлено що головною ДНК-полімеразою у бактерії є ДНК-полімераза III.

## Застосування
ДНК-полімераза I E. coli та її похідні знайшли застосування в молекулярній біології. Зокрема, видалення небажаної 5'→3'-екзонуклеазної активності завдяки контрольованому протеолізу призвело до утворення фрагмента Кленова, ензиму, який часто використовують для синтезу дволанцюгової ДНК у контрольованому середовищі поза живим організмом (in vitro). 